# Clăcaș

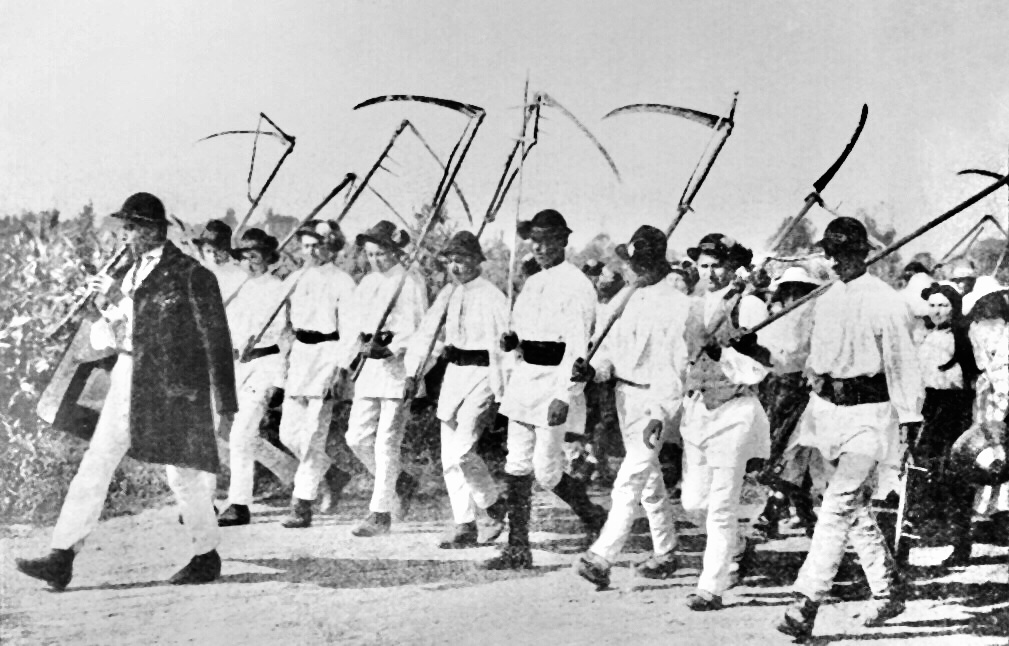
La claca popii

Clăcaș sau pontaș este denumirea care era dată în Evul Mediu țăranului obligat să facă clacă pe pământul stăpânului moșiei pentru lotul de pământ primit în folosință de la acesta. 
Țăranii care primeau pământ în folosință aveau obligații precum:
- claca, formă a rentei funciare feudale ce consta în obligația țăranului fără pământ de a presta muncă gratuită în folosul stăpânului moșiei.
- dijma (sau zeciuiala), formă a rentei funciare feudale ce consta în obligația țăranului de a ceda proprietarului o parte din producția obținută de pe bucata de pământ primită în folosință (adesea, o zecime din producție).
- podvada, obligația țăranilor de a asigura unele prestații în folosul stăpânului moșiei, precum transportul, cărăușia.

Astfel, în Legiuirea Caradja (elaborată din inițiativa domnului Țării Românești Ioan Gheorghe Caradja la 1818 și promulgată oficial la 1819) în capitolul 9, intitulat Pentru clacă se prevedeau următoarele:
- § 1. Claca este un chip de clădire în Țara Rumânească și se întocmește când stăpânul moșiei primește pe clăcaș, adecă pe săditoriu, să șază pe moșia lui.
- § 2. Datoriu este clăcașul să lucreze stăpânului moșiei: 12 zile pe an, și, de se va tocmi de acum înainte vreunul din stăpânii moșiilor cu clăcașul pe mai puține zile, tocmeala aceea să nu aibă tărie, iară, câte tocmeli sunt făcute până acum pe mai puține zile decât 12, acele să se păzească.
- § 3. Care din stăpânii moșiilor cu vicleșug se va tocmi cu clăcașii altuia să-i facă lui clacă mai puține zile decât 12 și-i va trage pe moșia sa, acesta — când se va vădi — să piarză, privilegiul clăcii și să plătească și stăpânului moșiei claca clăcașilor ce au tras.
- § 4. Clăcașul, afară de claca de 12 zile, să are stăpânului moșiei încă o zi primăvara sau toamna, să-i dea și un car de lemne la Crăciun, cărându-le ori la moșia lui sau aiurea, unde are stăpânul trebuință de dânsele, până la un loc cu depărtare de șase ceasuri.
- § 5. De nu va avea stăpânul nimica a lucra, atunci să-i dea clăcașul un leu de fiecare zi.
- § 6. Să nu fie volnic stăpânul să aducă pe clăcaș de la moșia ce locuiește pe alta să lucreze, fără numai când moșia [î]i va fi cu depărtare cel mult de trei ceasuri.
- § 7. Clăcașul să nu poată să facă curătură (despădurire ) fără voia înscris a stăpânului, cuprinzătoare unde și cât loc să care, iară, urmând împotrivă, să-și piarză osteneala și să ia curătura stăpânul moșiei.
- § 8. Stăpânul să nu poată să ia curătura clăcașului ce o are de la părinți sau o face cu voia stăpânului. […]
- § 15. Clăcașul, fugind de pe moșie sau murind fără de moștenitori, de nu e dator visteriei, să stăpânească stăpânul casa lui, grădina lui și curăturile lui.
- § 16. Clăcașii să dea stăpânului moșiei:

Din douăzeci vedre din vinul său o vadră domnească (5%)
Din zece clăi de grâu, de orz, de mei, una (10%).
Din tot pogonul de porumb patru banițe de porumb bătut sau opt cocoloși cu banițe de ocă 22 (5%).
Din toate celelalte roduri de la zece 4 una (10%). Toate acestea cărându-le la casa stăpânului ce are pe moșie
La 14/26 august 1864, Alexandru Ioan Cuza a promulgat Legea rurală, prin care erau desființate toate obligațiile în muncă sau în natură, pe care țăranii le aveau față de boieri și fiecare clăcaș primea un lot de pământ, pe care trebuia să-l achite în termen de 15 ani și pe care nu putea să-l vândă pentru următorii treizeci de ani. Odată cu promulgarea legii, domnitorul a publicat o proclamație „către sătenii clăcași”, în care se arăta: „Claca (boierescul) este desființată pentru de-a pururea și de astăzi voi sunteți proprietari liberi pe locurile supuse stăpânirii voastre prin legile în ființă”, prevederi prezente și în Legea rurală, publicată în Monitorul nr 181 din 15/27 august 1864.
Deși în aparență legea a rezolvat problema clăcașilor, Mihai Eminescu constata că situația nu s-a schimbat radical:
„Prin legea de la 1864 sătenii au fost emancipați de clacă și de dijmă. Pe lângă libertate li s-a recunoscut dreptul de proprietate asupra unei mici părți de pământ pentru arătură și fânaț, pentru care însă ei sunt obligați a plăti o anuitate de despăgubire.
Legiuitorul nu a avut prevederea de a recunoaște, că nu era destul de a consacra libertatea și dreptul de proprietate pentru fostul clăcaș, în condițiile morale și intelectuale în care se află săteanul.
În împrejurările economice create, ar fi trebuit a se lua măsuri, spre a-l instrui, spre al susținea și a-l apăra și mai ales a-i înlesni sumele de cari ar fi avut trebuință pentru diferite cauze și la diferite ocaziuni.
Pentru locuitorul sătean nu s-a făcut însă nimic. Săteanul e lipsit de orice protecție și e lăsat la prada, la bunul simț și bunul plac a diferitelor categorii de funcționari administrativi și judecătorești și la discreția proprietarului, arendașului, a speculantului de la țară, la care e nevoit a se adresa în caz de trebuință.
Fostul clăcaș, neavând în urma promulgării legii rurale imașul trebuitor pentru nutrirea numeroaselor sale vite…, neavând lemne pentru ars, neavând bani spre a plăti impozitele, el a trebuit să se oblige prin tocmeli către proprietarul sau arendașul, care i le procura, a-i plăti în zile de muncă, în dijmă, în bani, în păsări și în câte altele.”
În lucrarea sa Capitalul, Karl Marx face referire la clăcași în capitolul douăzeci și unu - reproducția simplă, în care compară munca unui clăcaș care „lucrează cu propriile sale mijloace de producție pe ogorul său propriu, să zicem, 3 zile pe săptămână. În celelalte 3 zile ale săptămânii el face muncă de clacă pe pământul proprietarului funciar”, cu situația în care „proprietarul funciar își însușește ogorul, animalele de tracțiune, sămânța, într-un cuvânt mijloacele de producție ale țăranului clăcaș, [situație în care] acesta va trebui, de aici înainte, să-și vândă forța sa de muncă moșierului. Celelalte împrejurări rămânând neschimbate, el va continua să muncească 6 zile pe săptămână, și anume 3 zile pentru sine și 3 zile pentru fostul său moșier, devenit acum patronul care-i plătește salariu”.

## Vezi și
- Jeler
- Șerb
- Iobăgie
- Sclavie

## Legături externe
- „clăcaș” la DEX online